# Landsmannschaft Zaringia Heidelberg
Die Landsmannschaft Zaringia Heidelberg ist eine pflichtschlagende und farbentragende Studentenverbindung im Coburger Convent. Sie ist eine Vereinigung von Studenten und Absolventen.

## Geschichte
Die heutige Landsmannschaft Zaringia ist aus einem Zusammenschluss der ursprünglichen Zaringia mit den Verbindungen Cheruskia und Vandalia hervorgegangen.

### Ursprünge

#### Zaringia Heidelberg
Zaringia wurde im Wintersemester 1882/83 als „Tischgesellschaft Pfalz-Kraichgau“ im Heidelberger „Essighaus“ gegründet. Am 8. Februar 1888 konstituierte sich die „Kraichgauer Gesellschaft“ unter dem Namen „Zaringia“ als schlagende Verbindung mit den Farben Rot-Weiß-Hellblau, worauf man 1903 Mitglied des Coburger Landsmannschafter Convent wurde. Der Namenspatron der Verbindung ist das Adelsgeschlecht der Zähringer. Dieser Familie zu Ehren entschied man sich für den Verbindungsnamen „Zaringia“.

#### Cheruskia Heidelberg
Cheruskia ist aus dem „Neuphilologischen Verein“ hervorgegangen, der sich am 19. November 1880 konstituierte. 1888 wurden die Farben Rot-Schwarz-Gold gewählt und 1894 der Name „Cheruskia“ angenommen. Seit dem Sommersemester 1904 nannte man sich „Wissenschaftliche Verbindung Cheruskia“. Ab 1906 wurden die ersten Mensuren geschlagen, zwei Jahre später beschloss man die Umwandlung in eine Landsmannschaft mit den Heidelberger Stadtfarben Schwarz-Gold-Grün und grüner Mütze; wiederum ein Jahr später erfolgte die Aufnahme in den Coburger Landsmannschafter Convent.

#### Vandalia Breslau
Auch Vandalia ist als ursprünglicher „Pharmazeutischer Verein“ an der Universität Breslau den Weg vom wissenschaftlichen Fachverband zur waffenstudentischen Korporation gegangen. Gegründet 1859 strebte der Verein schon bald den Status einer studentischen Verbindung mit den Farben Blau-Rot-Grün an. Im Jahre 1887 nahm man den Namen „Vandalia“ an und wurde schlagende Verbindung. Vier Jahre später erfolgte die Aufnahme in den Coburger Landsmannschafter Convent. Kurz vor 1914 änderte man die Farben und trug fortan blau-rot-weiße Bänder, die eine grüne Perkussion aufwiesen.

### Fusionen
Die Vandalia verschmolz sich 1925 mit der Deutsch-Akademischen Verbindung Baltia. Als Zeichen der Verschmelzung galten die jetzt gelbe Perkussion des Vandalenbandes und das Baltenkreuz, das dem Bundeswappen eingefügt wurde.
In Heidelberg verschmolzen sich 1919 die beiden Landsmannschaften Zaringia und Cheruskia.
Aus der „weißen“ wurde die „grüne“ Zaringia, denn der neue Bund übernahm Band und Mütze sowie das Gründungsdatum und das Bundeslied von der alten Cheruskia. Noch im Sommersemester 1919 erwarb die neue Landsmannschaft das Haus am Schloßberg 9, in dessen erster Etage Zaringia als langjähriger Mieter bereits mehr als zwei Jahrzehnte lang Heimrecht genossen hatte und das bis heute im Besitz des Bundes ist.
Vandalia, die einige Jahre zuvor noch ihr zweites Haus in Breslau bezogen hatte, löste sich 1936 ebenso selber auf, wie es in Heidelberg Zaringia tat, um nicht dem nationalsozialistischen deutschen Studentenbund beitreten zu müssen. Um überleben zu können, öffneten beide Bünde ihre Häuser einer nationalsozialistischen Kameradschaft (in Heidelberg hieß sie „Kurpfalz“, in Breslau „Lützow“).
Nachdem man sich im Mai 1948 erstmals wieder getroffen hatte, feierte man bereits ein Jahr später das 90. Stiftungsfest in Heidelberg, das zur neuen Heimat der „Landsmannschaft Vandalia-Breslau zu Heidelberg“ werden sollte.
Zum gleichen Zeitpunkt rekonstituierte sich auch Zaringia wieder. Auch dort hatte es eine ähnliche Sammelaktion gegeben, um einen Neubeginn zu wagen.
Die Jahre seit 1949 haben Zaringia und Vandalia in enger Nachbarschaft zugebracht. Zunächst erwarb Vandalia 1955 ihr drittes eigenes Korporationshaus an der Handschuhsheimer Landstraße in Heidelberg.
Die enge Verbundenheit beider Bünde mündete schließlich in einer Fusion, die auf einem gemeinsamen Kommers am 22. Oktober 1983 vollzogen wurde. Seitdem tragen die ehemaligen Vandalen zu ihrer alten Couleur Farben und Mütze der Zaringia.

## Name
Zaringia ist die latinisierte Namensform des Fürstengeschlechts der Zähringer. Der volle Name der Landsmannschaft Zaringia lautet „Landsmannschaft Zaringia Heidelberg vereinigt mit Vandalia Breslau zu Heidelberg im Coburger Convent der akademischen Landsmannschaften und Turnerschaften an deutschen Hochschulen“. Die Mitglieder werden ebenso wie die ganze Korporation „Die Zähringer“ genannt.

## Couleur

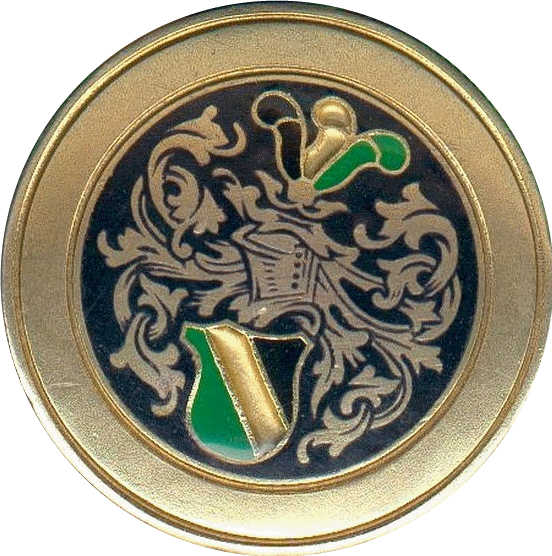
Band-Knopf L! Zaringia.

Die Landsmannschaft Zaringia trägt in Anlehnung an das Heidelberger Stadtwappen die Farben schwarz-gold-grün mit goldener Perkussion als Burschenband. Das Fuchsenband ist gold-grün – ebenfalls mit goldener Perkussion.
Die Zähringer tragen als Couleur dazu eine dunkelgrüne Studentenmütze im Heidelberger Format mit schwarz-gold-grüner Perkussion.
Seit der Fusion mit der Landsmannschaft Vandalia Breslau zu Heidelberg im Jahr 1983 tragen die Chargierten das blau-rot-weiße Vandalen-Band als Traditionsband mit silberner Perkussion oben und gelber Perkussion unten, ebenso die ehemaligen Angehörigen der Landsmannschaft Vandalia. Ferner darf man das Band tragen, wenn man als Bursche eine freiwillige ziehende, zusätzliche Partie auf das Band geschlagen hat.

## Waffenring und Waffenspruch
Ihre zwei Pflichtmensuren schlagen die Zähringer im Waffenring der Heidelberger Interessengemeinschaft pflichtschlagender Verbindungen (HIG). Die Besonderheit an der zweiten Partie ist, dass diese „tief“ gefochten werden muss. Wenn eine Partie in der HIG nicht zu finden ist, werden Partien außerhalb gesucht aufgrund der Mitgliedschaft in der Arbeitsgemeinschaft Andernach, womit Partien mit Kösener Verbindungen geschlagen werden.
Eine Pro-Patria-Suite sowie eine Persönliche Contrahage ist nach heutigem Stand nicht gestattet (Satzung).
Der Waffenspruch lautet: „Amico pectus, hosti frontem“! (deutsch: „Dem Freund die Brust, dem Feind die Stirn!“)

## Zähringerhaus
Zuerst wurde im Jahr 1898 als Konstante nur die erste Etage der damaligen Diemerei gemietet. Seit 1919 ist als Korporationshaus das Haus am Schloßberg 9 in der Heidelberger Altstadt im Besitz der Zaringia. Es beherbergt 7 Aktivenzimmer. 2014 wurden Renovierungen überwiegend der Außenfassade für ungefähr 1,3 Millionen Euro beendet.

## Auswärtige Beziehungen
Zaringia ist Teil des Dreibunds mit der Landsmannschaft Spandovia zu Berlin und der Landsmannschaft Darmstadtia zu Gießen innerhalb des Coburger Convent.

## Gerichtliche Auseinandersetzung um ein Foto
2005 klagten Mitglieder der Verbindung gegen die Verwendung eines Fotos, das von der Rhein-Neckar-Zeitung bei der Berichterstattung über das 125. Stiftungsfestkommers der Zaringia gemacht worden war, auf Wahlplakaten, Postkarten und eCards der baden-württembergischen Grünen. Die Heidelberger Grünen hatten zwar die Rechte erworben, unterlagen aber im Prozess vor dem Heidelberger Landgericht. Die Kläger erwirkten, dass ihr Gesicht fortan geschwärzt werden musste. Die ebenfalls verklagte Landtagsfraktion der Grünen in Baden-Württemberg bot danach an, ihre überregionale Werbung unter anderem mit Kinowerbefilmen und eCards umgehend einzustellen. Das Foto zeigte den Ehrengast und Redner Günther Oettinger, Ministerpräsident des Landes Baden-Württemberg, und Chargierte der Zähringer sowie 16 weiterer Studentenverbindungen.

## Bekannte Zähringer
- Tilmann Bechert (* 1939), Archäologe und Historiker
- Wilhelm Bechtolsheimer (1911–1995), Kommunalpolitiker (SPD)
- Karl Bruchmann (1902–1967), Direktor des Bundesarchivs
- Friedrich Dahlem (1886–1970), Mitglied der Beratenden Landesversammlung des Landes Rheinland-Pfalz, Bürgermeister und Ehrenbürger von Bad Dürkheim
- Hartwig Franzen (1878–1923), Chemiker
- Erwin Gaber (1903–1986), Präsident der Bundesversicherungsanstalt für Angestellte und Honorarprofessor
- Martin Henglein (1882–1963), Mineraloge
- Emil Jacobsen (1836–1911), Chemiker und Schriftsteller
- Herbert Jess (* 1943), Botschafter a. D.
- Bodo-Knut Jüngst (1935–2017), Kinderarzt und Hochschullehrer, Mitbegründer der ersten Kinderintensivstation Deutschlands
- Felix Kaul (1920–2013), Bundesanwalt
- Hermann Kiefer (1867–1946), Jurist und Landrat
- Karl Kirsch (1938–2022), Gravitationsphysiologe
- Eduard Reichenow (1883–1960), Protozoologe, Professor für Zoologie in Hamburg
- Richard Schering (1859–1942), Apotheker und Unternehmer
- Bernhard Schmidt (1906–2003), Arzt, Hygieniker und Hochschullehrer
- Klaus Schroth (* 1940), Strafverteidiger
- Ludwig Sütterlin (1863–1934), Sprachwissenschaftler
- Otto Weipert (1874–1961), Reichsgerichtsrat
- Otto Nelte (1887–1957), Jurist[5]